# Phaeochrous rhodesianus
Phaeochrous rhodesianus är en skalbaggsart som beskrevs av Henri Schouteden 1918. Phaeochrous rhodesianus ingår i släktet Phaeochrous och familjen Hybosoridae. Inga underarter finns listade i Catalogue of Life.